# Hasan Doğan
Hasan Doğan (* 15. März 1956 in Abana, Kastamonu; † 5. Juli 2008 in Bodrum, Muğla) war der 37. Vorsitzende des türkischen Fußballverbandes.
Doğan absolvierte seine Schullaufbahn in Istanbul und studierte danach Maschinenbau an der dortigen Technischen Universität Yıldız, wo er 1979 seinen Abschluss machte. Danach besuchte er von 1979 bis 1980 eine Sprachschule in England. Nach seiner Rückkehr arbeitete er bei der Firma Beldesan (bis 1988) und saß danach im Vorstand der Textilhersteller Ramsey, Gürmen, Kip-Teks Konfeksiyon und der Star Medya Yayıncılık A.Ş., die unter anderem die türkische Tageszeitung Star herausgibt. Des Weiteren war er Mitglied der Istanbuler Industrie- und Handelskammer und saß im Industrieausschuss der Vereinigung der türkischen Handelskammern und Börsen. Zudem war Doğan Mitglied des NOK der Türkei sowie Vorstandsmitglied des Türkischen Boxverbandes. Auch im Sportverein Beşiktaş Istanbul engagierte er sich.
Doğans Wahl zum Vorsitzenden des türkischen Fußballverbandes am 15. Februar 2008 fiel mit 222 von 237 Stimmen deutlich aus. Am 5. Juli 2008 erlitt er nach einem Abendessen mit dem türkischen Nationaltrainer Fatih Terim nahe Bodrum einen tödlichen Herzinfarkt. Doğan hinterließ seine Frau Aysel und zwei Kinder.

## Nachweise
1. ↑  Türkei: Verbandspräsident erliegt Herzinfarkt | Trauer um Hasan Dogan. 5. Juli 2008, abgerufen am 4. Juli 2024.
2. ↑  Ve Başkan Hasan Doğan! Ajansspor.com, 4. Februar 2008, archiviert vom Original (nicht mehr online verfügbar) am 12. Juli 2008; abgerufen am 4. Juli 2024 (türkisch).

| Personendaten    | Personendaten                                |
| ---------------- | -------------------------------------------- |
| NAME             | Doğan, Hasan                                 |
| KURZBESCHREIBUNG | türkischer Unternehmer und Fußballfunktionär |
| GEBURTSDATUM     | 15. März 1956                                |
| GEBURTSORT       | Abana (Kastamonu)                            |
| STERBEDATUM      | 5. Juli 2008                                 |
| STERBEORT        | Bodrum                                       |